# 1676
Évszázadok: 16. század – 17. század – 18. század
Évtizedek: 1620-as évek – 1630-as évek – 1640-es évek – 1650-es évek – 1660-as évek – 1670-es évek – 1680-as évek – 1690-es évek – 1700-as évek – 1710-es évek – 1720-as évek
Évek: 1671 – 1672 – 1673 – 1674 –  1675 – 1676 – 1677 – 1678 – 1679 – 1680 – 1681

## Események

### Határozott dátumú események
- február 2. – A krakkói Wawelben lengyel királlyá koronázzák Jan Sobieskit.[1]
- március 29. – Gubasóczy János kerül a váci püspöki székbe.[2]
- szeptember 21. – X. Kelemen halála után Benedetto Odescalchi novarai püspököt választják meg pápának, aki a XI. Ince nevet veszi fel.[3]

### Határozatlan dátumú események
- Orosz–török háború Ukrajnában – török és tatár seregek a kozákok segítségével betörnek a Balparti-Ukrajnába.

## Születések
- február 3. – Esterházy Antal, kuruc tábornagy, Esterházy Ferenc és Thököly Katalin fia († 1722)
- március 4. – Terézia Kinga lengyel királyi hercegnő († 1730)
- március 27. – II. Rákóczi Ferenc, fejedelem († 1735)
- április 17. – I. Frigyes svéd király és Hessen-Kassel-i tartománygróf († 1751)
- június 3. – Apor Péter, történetíró, főispán, királybíró († 1752)
- június 5. – Marco Ricci itáliai festő († 1730)
- augusztus 26. – Robert Walpole, brit államférfi († 1745)
- október 13. – II. Apafi Mihály, erdélyi fejedelem († 1713)
- október 29. – Csáky Mihály († 1757)
- december 22. – Amiodt István jezsuita tanár, pap, udvari könyvtáros († 1759)

## Halálozások
- április 8. – Claudia Felicitas osztrák főhercegnő, I. Lipót császár második felesége (* 1653)
- április 22. – X. Kelemen pápa (* 1590)[4]
- július 8. – I. Rákóczi Ferenc választott erdélyi fejedelem (* 1645)
- július 22. – X. Kelemen pápa (* 1590)
- október 19. – Köprülü Ahmed oszmán nagyvezír (* 1635)